# Лазар Симидчиев
Лазар Иванов Симидчиев e български публицист, просветен деец и революционер, деец Върховния македоно-одрински комитет.

## Биография
Роден е в 1874 година в Скопие, тогава в Османската империя, и е брат на Екатерина Симидчиева. В 1893 година завършва с осмия випуск Солунската българска мъжка гимназия. В 1898 година завършва математика и физика в Софийския университет. Става деец на ВМОК. През учебната 1898 - 1899 година работи като учител във Враца. В 1900 година е дадено разпореждане от ВМОК на Симеон Радев и Лазар Симидчиев да създадат библиотека „Свобода или смърт“ и да привлекат Евтим Спространов за сътрудник. Лазар Симидчиев е делегат от Врачанското македонско дружество на VIII конгрес на Македонските дружества в България в 1901 година. При разкола, настъпил в революционното движение след убийството на генерал Александър Протогеров, е на страната на протогеровистите. Пише във вестник „Протогеров лист“. Автор е на учебници.
Умира в София.